# Festival international du film de femmes de Salé 2009
La troisième édition du FIFFS, qui s'est tenue du 28 septembre au 3 octobre 2009, a notamment :
- mis à l'honneur le cinéma palestinien ;
- rendu hommage à Naïma Saoudi (réalisatrice marocaine), Alia Arasoughly (réalisatrice palestinienne) et Abdallah Bayahia (réalisateur marocain) ;
- organisé une table ronde sur la femme cinéaste à travers trois thèmes : « Le passage du court au long métrage » - « La production, la diffusion et la distribution » - « L’exploitation en salle des films de femmes »[2].

Le 51e anniversaire du cinéma marocain y fut aussi célébré.

## Jury
- Isolde Barth (en) ( Allemagne), présidente.
- Sólveig Anspach ( Islande).
- Yamina Bachir-Chouikh ( Algérie).
- Dana Schondelmeyer ( États-Unis).
- Sandrine Ray ( France).
- Aoula Shafii ( Égypte).
- Imane Mesbahi ( Maroc).

## Palmarès
| Prix                                       | Attribué à                                                               | Pays                                |
| ------------------------------------------ | ------------------------------------------------------------------------ | ----------------------------------- |
| Grand Prix                                 | Fausta de Claudia Llosa                                                  | Pérou                               |
| Prix du Jury                               | Wendy et Lucy de Kelly Reichardt                                         | États-Unis                          |
| Prix du scénario                           | Premières Neiges d'Aida Begic                                            | Bosnie-Herzégovine Allemagne France |
| Prix de l’interprétation féminine          | Houda Sedki (ar), dans Kharboucha                                        | Maroc                               |
| Prix de l’interprétation masculine         | Fathi Abdelwahab (ar), dans Fawzia's Secret Recipe (ar) (Khaltat Fawzia) | Égypte                              |
| Mention spéciale du couple le plus créatif | Abel et Gordon, dans Rumba                                               | Belgique                            |